# Gadifer de La Salle
Gadifer de La Salle (Poitou, c. 1355 - Bigorre, c. 1422) fue un militar francés que junto a Jean de Béthencourt lideró la primera expedición de conquista a las islas Canarias en 1402.

## Orígenes y juventud
Se conocen pocos datos sobre los orígenes de Gadifer. Originario de la región de Poitou, era hijo del gentilhombre Ferrand de La Salle. Según Alejandro Cioranescu, Gadifer debió nacer hacia 1355.

## Biografía
La primera mención sobre su actividad es durante la Guerra de los Cien Años. En 1372 aparece liderando tropas junto a otros nobles potevinos en un enfrentamiento contra representantes del rey Carlos V de Francia. Ese mismo año Gadifer abandona el campo inglés y se integra en el ejército francés entre las tropas de Felipe II de Borgoña.
Acabada la reconquista del Poitou por los franceses, Gadifer pasa a servir como capitán de una compañía al duque de Berry, nuevo gobernador de la provincia. Bajo su mando se tomó la fortaleza de Lusignan en 1374, siendo recompensado con su nombramiento como camarero del duque.
En los años siguientes Gadifer continúa su vida de soldado asalariado por toda Europa, apareciendo referencias de sus viajes a Rodas o Prusia.

### Expedición a las islas Canarias
La expedición de 1402 tenía como objetivo la conquista y evangelización de las Canarias y el poblamiento con colonos normandos. Los normandos fueron bien recibidos por los nativos de Lanzarote, a los que prometieron evitar el comercio de esclavos. Las disensiones entre ellos comenzaron de inmediato. Bethencourt regresa a Castilla y Bertin de Berneval, a cargo de la expedición, traiciona a Gadifer, al que abandona a su suerte después de asaltar los asentamientos de la costa del Rubicón, al sur de Lanzarote.
Mientras, Bethencourt consigue del Reino de Castilla el señorío de las islas conquistadas. Gadifer, con un grupo reducido de hombres, somete la isla y captura al rey nativo Guadarfia. Tras el regreso de Bethencourt la conquista prosigue en Fuerteventura y El Hierro, fracasando en el resto de las islas. Gadifer regresa a Castilla para reclamar la autoría de la conquista ante Enrique III, algo que nunca conseguirá.
El relato de la conquista se encuentra en Le Canarien.